# دانشگاه دفاع ملی مارشال فهیم
دانشگاه دفاع ملی مارشال فهیم (به لاتین: Marshal Fahim National Defense University) یک آموزشگاه و موسسه نظامی در کابل، افغانستان است. این مرکز به طور رسمی موسسات آموزشی مختلف برای نیروهای مسلح افغانستان را در خود جای داده است. این دانشگاه در زمینی به مساحت ۱۰۵ جریب در غرب کابل در منطقه قرغه قرار دارد.
دانشگاه سه بخش مجزا دارد:
- آکادمی ملی نظامی افغانستان (NMAA)
- آکادمی افسران ارتش ملی افغانستان (ANAOA)
- آکادمی افسران غیر مأمور (NCO) که شامل آکادمی سرگرد گروهبان می‌شود.

این دانشگاه دارای انستیتوی زبان‌های خارجی ANA بود.

## جغرافیا
رمز اهمیت تاریخی قرغه موقعیت جغرافیایی آن است. قرغه در منتهی‌الیه غربی کابل قرار دارد. فلات کم ارتفاعی که در شمال و غرب توسط رشته‌ای از تپه‌های هلالی احاطه شده است. در سمت جنوب غربی، گذرگاه منتهی به وردک، غزنی و قندهار یک شکل V عمیق را تشکیل می‌دهد که در کوه‌ها بریده شده است؛ در غرب کوه‌های پغمان، فلات پغمان و جاده منتهی به هزاره‌جات قرار دارد؛ و در شمال، آن سوی خط الراس، دره کابل تا بگرام، چاریکار و گردنه‌های پروان و به دره پنجشیر امتداد دارد.

## تاریخچه

### تاریخ باستان
دره‌ای که دانشگاه در آن قرار دارد محل عبور مهاجمان افغانستان از اسکندر مقدونی در سال ۳۲۶ قبل از میلاد تا چنگیزخان در سال ۱۲۲۲ میلادی و به دنبال آن تیمور در سال ۱۳۸۰ میلادی و بابر در سال ۱۵۰۴ میلادی بوده است. سیصد سال بعد در سه نوبت جداگانه، چوپانانی که گله‌های خود را در دامنه‌های تپه چرا می‌کردند، بریتانیایی‌ها را در حال پیشروی به سمت دره از شرق، رابرت سیل در سال ۱۸۳۹، جورج پولاک در سال ۱۸۴۲ و فردریک رابرتز در سال ۱۸۷۹ را مشاهده کردند.

### دوره سلطنتی
تاریخ مدرن قرغه در اوایل دهه ۱۸۸۰ آغاز می‌شود، زمانی که عبدالرحمن خان، بنیانگذار ارتش منظم افغانستان، یک پایگاه لجستیکی در قرغه ایجاد کرد تا عملیات خود را در منطقه هزاره‌جات حفظ کند. این پایگاه در طول سلطنت نوه ابوالرحمن، امیر امان‌الله خان در دهه ۱۹۲۰، زمانی که او از مستشاران ارتش ترکیه و آلمان برای آموزش ارتش خود دعوت کرد تا استقلال جدید به دست آمده خود را از کنترل بریتانیا اعلام کند، به طور قابل توجهی گسترش یافت. این محل به خانه لشکر کابل تبدیل شد که اساساً ذخیره استراتژیک امیر بود. این پایگاه تا زمان اشغال شوروی در سال ۱۹۷۹ این کار را انجام می‌داد.

### دوره شوروی
اشغال قرغه توسط شوروی در سال ۱۹۸۰ آغاز شد. آنها نیز از این مکان به عنوان انبار تدارکات استفاده کردند و سنگرهای ذخیره مهمات را در دامنه شمالی پایگاه حفر کردند، که بسیاری از آنها هنوز توسط ارتش ملی افغانستان مورد استفاده قرار می‌گیرند. در اواسط دهه ۱۹۸۰ قرغه توسط حدود ۱۲۰۰۰ سرباز اشغال شد که حدود نیمی از آنها شوروی و نیمی از آنها افغان بودند. 

## دانشکده‌ها

### دانشکده ملی نظامی
دانشکده ملی نظامی افغانستان از دانشکده نظامی ایالات متحده و دانشکده نیروی هوایی ایالات متحده الگوبرداری شده است. این برنامه برای آموزش دانش‌آموزان برای تولید افسران تحصیلکرده و حرفه‌ای برای هر یک از رشته‌های ANA و AAF طراحی شده است. این برنامه برای آموزش دانش‌آموزان برای تولید افسران تحصیلکرده و حرفه‌ای برای هر یک از رشته‌های ANA و AAF طراحی شده است. کلاس‌ها شامل زرهی، توپخانه، منابع انسانی، سیگنال، پیاده نظام، مهندس، حقوقی، پلیس نظامی، تدارکات، امور مذهبی/فرهنگی، اطلاعات و مالی است.
NMAA پس از تکمیل پایگاه جدید خود در سال ۲۰۱۲ به پایگاه ANDU در قرغه نقل مکان کرد که قبلاً در دانشکده هوایی قدیمی که توسط اتحاد جماهیر شوروی تأسیس شده بود در شمال کابل در کنار فرودگاه بین‌المللی کابل قرار داشت. دانشجویان NMAA در مجموع ۴ سال در موضوعات نظامی و آکادمیک مطالعه می‌کنند و قبل از اعزام به ارتش ملی به عنوان ستوان دوم، مدرکی از ANDU دریافت می‌کنند. دانشجویان زن از سال ۲۰۱۱ در NMAA تحصیل کرده‌اند و اولین افسران زن آموزش دیده NMAA در سال ۲۰۱۵ فارغ التحصیل شدند.

### دانشکده افسری ارتش ملی افغانستان (ANAOA)
دانشکده افسران اردوی ملی در افغانستان با نام‌های ANAOA و آکادمی افسران جوان نیز شناخته می‌شود. دانشکده افسران اردوی ملی افغانستان نیز در اوایل سال ۲۰۰۶ گزارش شده بود که بریتانیا نقش اصلی را در ایجاد یک دانشکده افسران برای ANA و AAF.o داشت که در افغانستان به عنوان ANAOA و دانشکده افسران جوان نامیده می‌شود. دانشکده با نام مستعار "سندهرست در سند" از دانشکده نظامی سلطنتی سندهرست الگوبرداری شده است. این امر را ژنرال شیر محمد کریمی، رئیس وقت اردوی ملی، که خودش در دهه ۱۹۶۰ در سندهرست حضور داشت، حمایت کرد.
فیلیپ هاموند وزیر دفاع بریتانیا در ۲۹ مارس ۲۰۱۲ با ژنرال افغان عبدالرحیم وردک ملاقات کرد و بیانیه‌ای را در مورد قصد توسعه دانشکده امضا کرد. بریتانیا تقریباً ۷۵ درصد از کارکنان آموزشی دانشکده جدید را تأمین کرد و مدت‌ها پس از پایان مهلت سال ۲۰۱۴ برای خروج اکثریت نیروها، در اجرای آن مشارکت داشت.
در ۱۹ ژوئیه ۲۰۱۲، نخست‌وزیر بریتانیا، دیوید کامرون، در سفر به کابل، یادداشت تفاهمی را برای بریتانیا امضا کرد تا برای دانشکده افسران ارتش ملی افغانستان مربیان و مشاوران اختصاص دهد. نیوزیلند همچنین به دانشکده افسران ارتش ملی افغانستان کمک خواهد کرد.
در واقع در منطقه قرغه کابل، اولین گام‌های ملموس در تاریخ ۱۰ اکتبر برای آغاز ساخت دانشکده با مراسم کلنگ‌زنی با حضور شماری از مقامات از جمله ژنرال  شیر محمد کریمی رئیس ستاد عمومی اردوی ملی، سفیر اعلیحضرت در افغانستان سر ریچارد استگ، معاون فرمانده آیساف سپهبد آدریان برادشاو و فرمانده ماموریت آموزشی ناتو (NTM-A) سپهبد بولگر. برداشته شد. 
دانشکده افسران اردوی ملی اولین پذیرش خود را از ۲۷۰ دانش آموز از بین تقریباً ۱۰۰۰۰ متقاضی اولیه در اکتبر ۲۰۱۳ پذیرفت. آموزش توسط افسران و سربازان افغان با همکاری تیمی از مربیان از انگلستان، استرالیا، نیوزیلند، دانمارک و نروژ ارائه می‌شد.
دانشکده افسران اردوی ملی در فوریه ۲۰۱۴ برای اولین بار شروع به استخدام زنان کرد. کارکنان زن با همکاران مرد خود آموزش مربیان را خواهند گرفت و هم زمان توسط یک تیم مربی زنان ائتلافی آموزش داده خواهند شد. داوطلبان زن در یک آزمون گزینشی دو روزه در پایگاه  قرغه در آوریل ۲۰۱۴ شرکت کردند و یک جوخه (بالوک) متشکل از ۳۰ دانشجوی افسری زن در کنار سومین پذیرش مرد در ژوئن ۲۰۱۴ آموزش دیدند.

### دانشکده سرگروهبان
دانشکده گروهبانی در حال حاضر بخشی از مرکز آموزش نظامی کابل است. این سربازان زن و مرد را در رده گروهبان کارکنان E7 آموزش داده می‌شوند تا آنها را برای خدمت به عنوان گروهبان در رده‌های E8 و E9 در ANA و AAF آماده کند.

### دانشکده افسران غیر مأمور (NCO)
دانشکده درجه افسری، آموزش سربازان را از تمامی رشته‌ها تا سطح گروهبان ستادی بر عهده خواهد داشت.

### مؤسسه دفاعی زبان‌های خارجی
این موسسه آموزش زبان‌های خارجی را برای افرادی که اسامی آنها در دفترچه دیپلماسی دفاعی ارسال شده‌اند ارائه می‌دهد.

### برنامه مشارکت زنان
در آوریل ۲۰۱۹، در دانشگاه دفاع ملی مارشال فهیم (MFNDU)، برنامه مشارکت زنان (WPP) در ۵ ساختمان در ۳ پایگاه اهدا شد. سه سالن بدنسازی و یک مرکز مراقبت از کودکان برای این برنامه ساخته شد. پایگاه‌ها به طور مناسب برای حفظ حریم خصوصی شرکت‌کنندگان محافظت شده بودند.